# Franz Feldinger
Franz Feldinger (ur. 22 sierpnia 1928 w Salzburgu, zm. 16 marca 2009 tamże) – austriacki piłkarz grający na pozycji pomocnika.

## Kariera klubowa
Całą karierę spędził w klubie Austria Salzburg, dla którego rozegrał 687 meczów w latach 1945–1963 i był jego długoletnim kapitanem.

## Kariera reprezentacyjna
Wraz z reprezentacją Austrii wystąpił na igrzyskach olimpijskich w 1952, na których rozegrał 2 spotkania. Zagrał również w 54 meczach reprezentacji kraju związkowego Salzburg.

## Losy po zakończeniu kariery
Po zakończeniu kariery pracował jako trener piłkarski oraz nauczyciel w Hauptschule. Zmarł 16 marca 2009 w Salzburgu.